# Johann Friedrich Seyfart
Johann Friedrich Seyfart (* 1727 in Halle (Saale); † 30. Juni 1786 ebenda) war ein deutscher Regimentsauditeur, Schriftsteller, Genealoge und Heraldiker.

## Leben
Johann Friedrich Seyfart studierte in Halle, hielt sich danach eine Zeit lang in Erlangen auf, ehe er als Auditeuer des in Halle stationierten Regimentes Anhalt-Bernburg und Regierungsinspektor wirkte.
Die von ihm verfassten Schriften sind militärischer, geographischer und landeskundlicher Art.
Die ersten Versuche einer systematischen Darstellung preußischer Generale stammen von Johann Friedrich Seyfart, der im Jahr 1767 eine Reihe preußischer Regimentsgeschichten veröffentlichte, wobei er die Biografien aller Offiziere dieser Regimenter im Anhang gesammelt hatte.

## Werke
- Allgemeine Geschichte der Erdbeben, Adam Jonatan Felsseckers seel. Erben, 1756. Digitalisat
- Gegenwärtiger Staat von Holland […], Nürnberg, 1756. Digitalisat
- Entwurf einer allerneusten Beschreibung des Königreichs Böhmen [...], Frankfurt u. Leipzig, 1757, Digitalisat
- Gegenwärter Staat von Engelland: Darin nicht allein die alte und neue Geschichte dieses Königreichs kürzlich abgehandelt, sondern auch von dessen gegenwärtigen Staats Verfassung, Macht, Handlung zuverlässige Nachricht gegeben wird, A.J. Felsseckers Erben, 1757. Digitalisat
- Kurzgefassete Geschichte aller königlichen preussischen Regimenter: welche bis in den Februar 1759 fortgesetzt […], 1759.  Digitalisat
- Kurz gefassete Geschichte aller Kaiserlichen Königlichen Regimenter zu Pferde und zu Fuß welche bis auf das Jahr 1759 fortgesetzet Frankfurt/Leipzig 1760 Digitalisat
- Kurz gefassete Geschichte aller Chur-Braunschweig-Lüneburgischen Regimenter zu Pferde und zu Fuß, welche bis auf das Jahr 1760 fortgesetzet Frankfurt/Leipzig 1760 Digitalisat
- (Überarbeitet) Philipp von Schröter, Kriegsgeschichte der Preussen von dem Jahre 1655 bis 1763., Leipzig, 1764. Digitalisat
- J. F. S. Geschichte des seit 1756 in Deutschland und dessen angrenzenden Ländern geführten Krieges, in welcher nicht allein alle merkwürdigen Kriegsbegebenheiten mit unparteiischer Feder beschrieben, und durch beigefügte richtige Abrisse aller Belagerungen Schlachten u.s.w. erläutert, sondern auch von den vornehmsten Generälen und anderen in diesem Kriege bekannt gewordenen Personen die Lebens- und andere merkwürdige Umstände angeführt werden. Mit Kupferstichen, 6 Bände, Frankfurt und Leipzig, 1758–1765. (Band 1Band 2.1 Band 2.2 Band 3.1 Band 3.2 Band 3.3 Band 4.1Band 4.2 Band 4.3Band 5.1 Band 5.2Band 6.1-3 Band 6.5)
- Vollständige Geschichte aller Königlichen Preussischen Regimenter von ihrer Errichtung an bis auf gegenwärtige Zeit. Halle: Johann Gottfried Trampe, 1767. 1. Fuselier Regimente von Lossow, 2. Friedrich August von Braunschweig,3. Fuselierregimente von Kleist, 4. Infanterieregimente Fürst Franz Adolph von Anhalt-Bernburg, 5. Fuselierregimente von Brietzke,6. Fuselierregimente Fürst von Nassau und Usingen,
- Handbuch der neuesten Genealogie, welches aller jetzigen europäischen Potentaten und der geistlichen und weltlichen Fürsten Stammtafeln nebst einem Verzeichniße der regierenden Grafen des Heil. Röm. Reichs und des Cardinals-Collegii enthält / Aufs neue durchgesehen, verbeßert und vermehrt, von Johann Friedrich Seyfart, Gabriel Nikolaus Raspe, Nürnberg 1768 (Digitalisat) Digitalisat Universitäts- und Landesbibliothek Sachsen-Anhalt
- Historisch-Genealogische Beschreibung des hochadelichen Geschlechts von Gohr, Ife, Weißenfels 1769  (Digitalisat).
- Der durchlauchtigen Welt vollständiges Wappenbuch, Band 2, Teil 3, Nürnberg 1771, Tafel 142.[1]
- Unpartheyische Geschichte des bayerschen Erbfolgekriegs, Leipzig 1780 Digitalisat
- Lebens- und Regierungs-Geschichte Friedrichs des andern Königs in Preussen, Leipzig 1788.Teil 1, Teil 2, Beylagen z. Theil 2; Teil 3